# Lista hat-trickurilor din Premier League

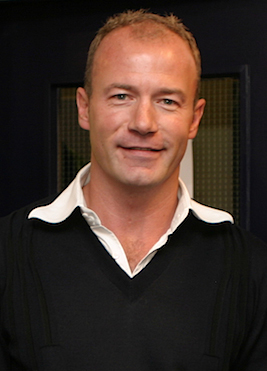
Alan Shearer a marcat un număr record de 11 hat-trickuri în Premier League, pentru Blackburn Rovers și Newcastle United

De la înființarea campionatului englez de fotbal, Premier League,[a] în 1992, mai mult de 100 de jucători au marcat trei goluri (hat-trick) sau mai multe într-un singur meci. Primul jucător care a realizat această performanță a fost francezul Eric Cantona, care a marcat de trei ori pentru Leeds United într-o victorie cu 5–0 în fața lui Tottenham Hotspur. Douăzeci de jucători au marcat mai mult de trei goluri într-un meci; dintre care, patru jucători, Andrew Cole, Alan Shearer, Jermain Defoe și Dimitar Berbatov au înscris de cinci ori. Robbie Fowler deține recordul pentru cel mai rapid hat-trick din Premier League, marcând de trei ori în poarta Arsenalului în doar 4 minute și 23 secunde, în timp ce, în 1999, Ole Gunnar Solskjær, jucătorul lui Manchester United, a marcat patru goluri în douăsprezece minute ca înlocuitor într-un meci contra lui Nottingham Forest, record în Anglia pentru "cel mai rapid marcator a patru goluri într-un meci".
În meciul dintre Arsenal și Southampton de pe Highbury în 2003, atât Jermaine Pennant cât și Robert Pirès au marcat câte un hat-trick pentru echipa gazdă. În 2007, jucătorul lui Blackburn Rovers, Roque Santa Cruz, și cel al lui Wigan, Marcus Bent, au realizat ambii câte un hat-tricks pentru echipele lor, Wigan câștigând acel meci cu 5–3. Doar patru jucători, Les Ferdinand, Ian Wright, Didier Drogba și Wayne Rooney, au realizat hat-trickuri în două meciuri consecutive de campionat. Hat-trickul lui Rooney din 10 septembrie 2011 și cel al lui Matt Le Tissier de pe 19 august 1995 au fost realizate din faze fixe, care constau în penalti și Lovitură liberă directă.
Alan Shearer a marcat trei sau mai multe goluri, de unsprezece ori în Premier League, mai mult decât oricare alt jucător, stabilind astfel un record. Robbie Fowler a realizat nouă hat-trickuri; Thierry Henry și Michael Owen au înscris câte opt hat-trickuri fiecare. Cinci jucători au marcat fiecare hat-trickuri pentru trei cluburi diferite: Yakubu Aiyegbeni (Blackburn Rovers, Everton și Portsmouth), Nicolas Anelka (Arsenal F.C., Chelsea și Manchester City), 
Kevin Campbell (Arsenal, Everton și Nottingham Forest), Les Ferdinand (Newcastle United, Queens Park Rangers și Tottenham Hotspur), Teddy Sheringham (Manchester United, Portsmouth și Tottenham Hotspur).
Comitetul golurilor dubioase a exclus ulterior unele goluri din hat-trickuri, care au fost incorect creditate jucătorului în timpul meciurilor. Jucătorul lui Southampton Egil Østenstad a fost considerat ca marcator a unui hat-trick contra lui Manchester United în 1996, dar comitetul i-a anulat unul din goluri, calificându-l drept autogol al lui Denis Irwin de la United. Primul gol al lui Anelka pentru Manchester City în septembrie 2002 a fost mai târziu calificat drept un autogol al jucătorului Tomasz Radzinski de la Everton.

## Hat-trickuri

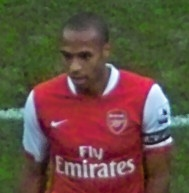
Thierry Henry a marcat 8 hat-trickuri pentru Arsenal între 2000-2007

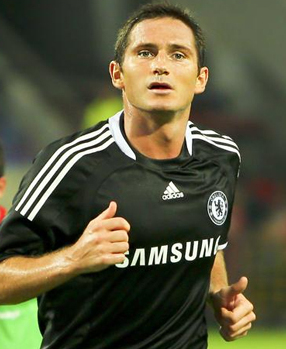
Frank Lampard e mijlocașul din Premier League cu cele mai multe hat-trickuri, având la activ trei

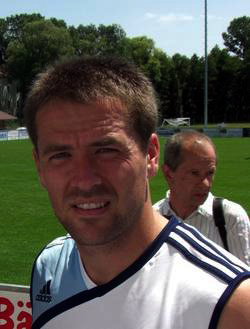
Michael Owen a marcat 8 hat-trickuri

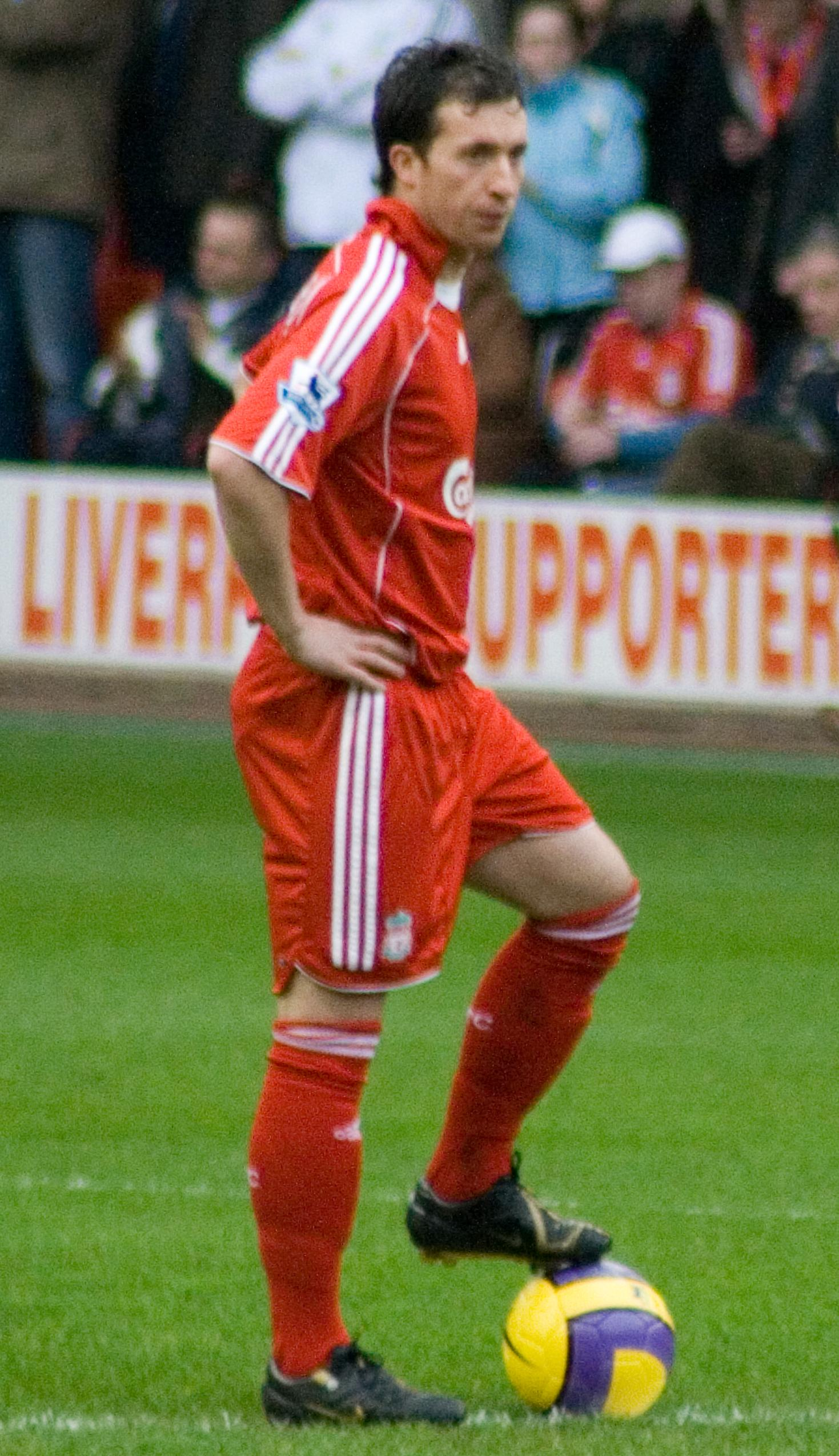
Robbie Fowler a marcat trei sua mai multe goluri pe meci de nouă ori

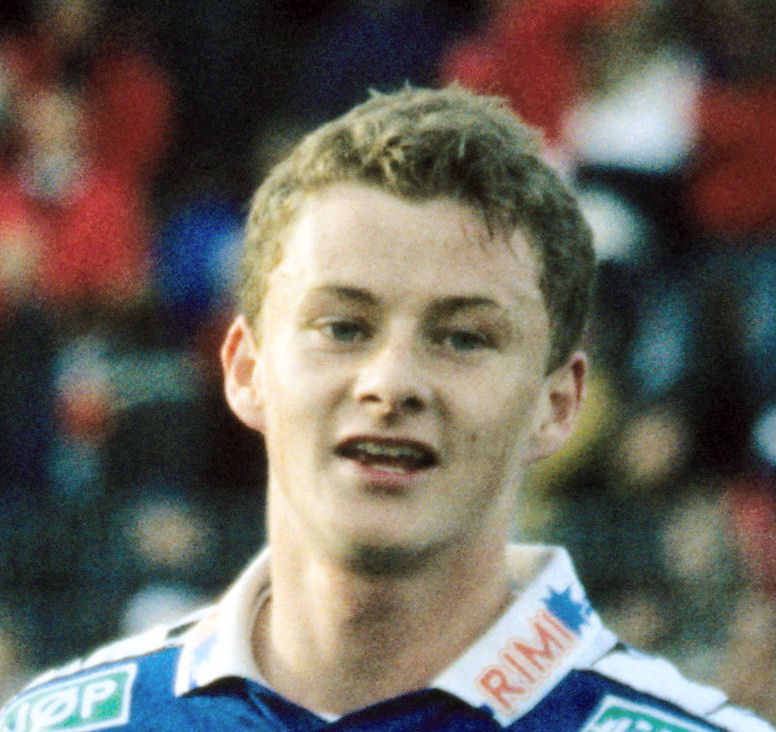
Ole Gunnar Solskjær a marcat patru goluri în 12 minute contra lui Nottingham Forest intrând în joc la schimb în a doua repriză

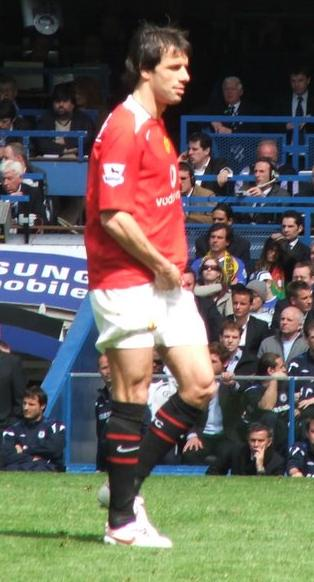
Ruud van Nistelrooy a realizat 5 hat-trickuri pentru Manchester United

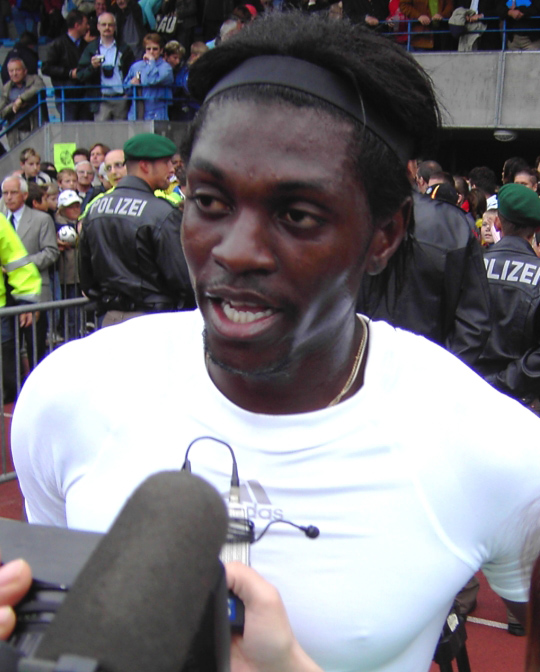
Emmanuel Adebayor a realizat hat-trickuri pentru Arsenal în ambele meciuri contra lui Derby County în sezonul 2007–08, devenind primul jucător ce marchează câte un hat-trick în ambele manșe contra aceleiași echipe într-un sezon

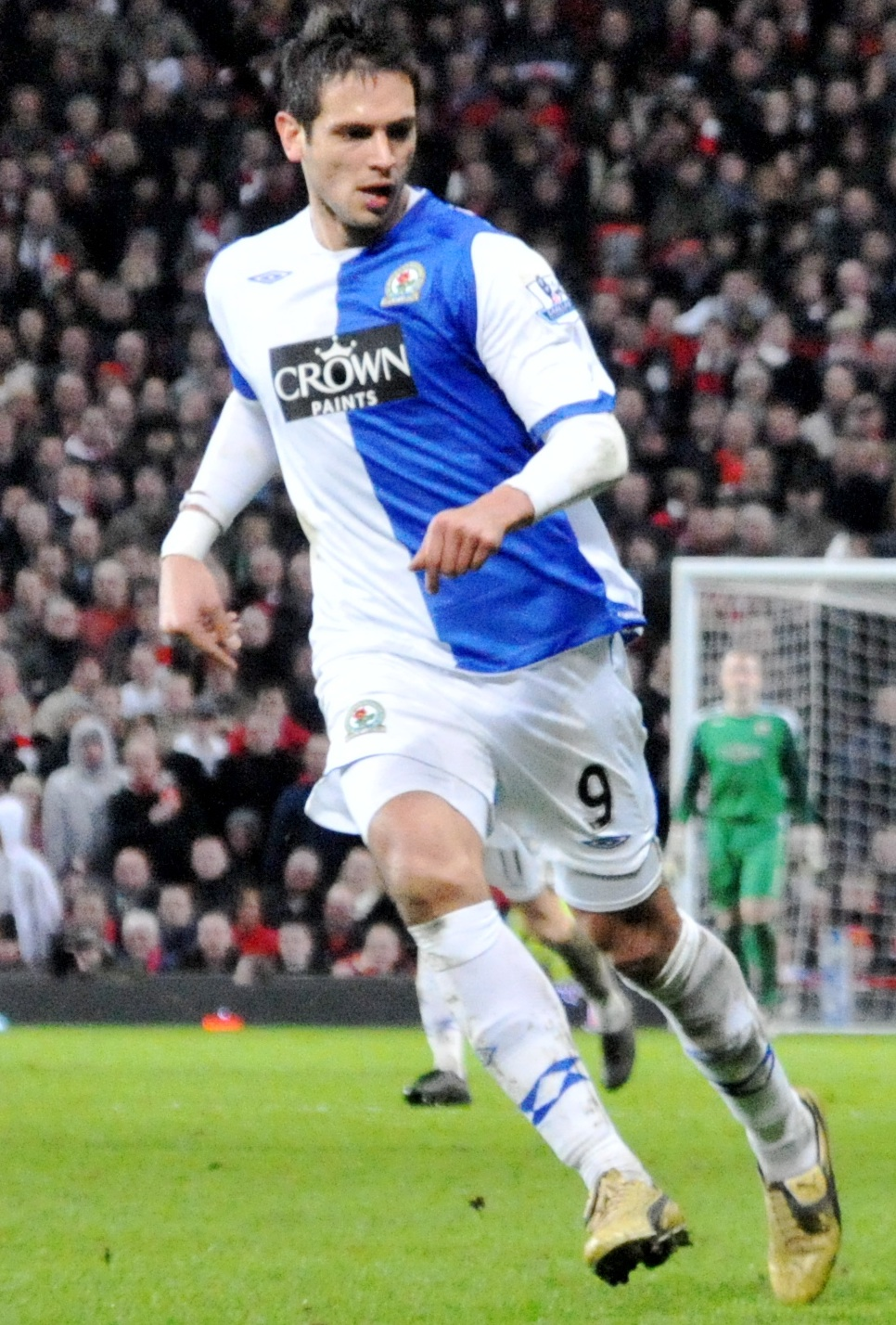
Roque Santa Cruz a marcat un hat-trick pentru Blackburn Rovers în înfrângerea cu 5-3 în fața lui Wigan Athletic

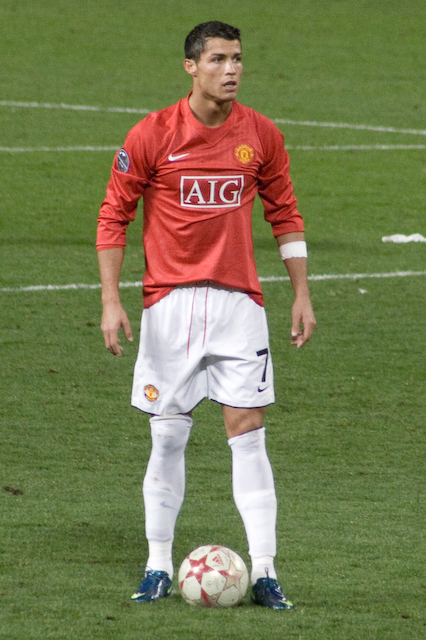
În pofida faptului că a marcat 84 de goluri în campionat pentru Manchester United, Cristiano Ronaldo a realizat un singur hat-trick, în victoria cu 6–0 în fața lui Newcastle United în ianuarie 2008

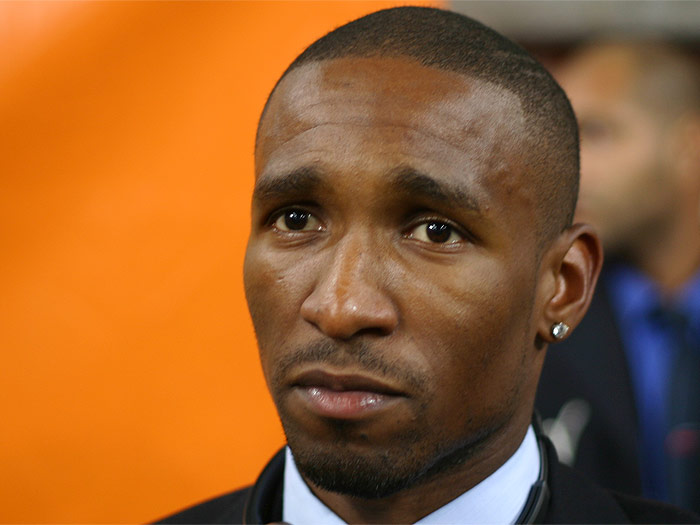
Jermain Defoe a înscris 5 goluri în poarta lui Wigan în victoria cu 9-1 a lui Tottenham Hotspur's din noiembrie 2009

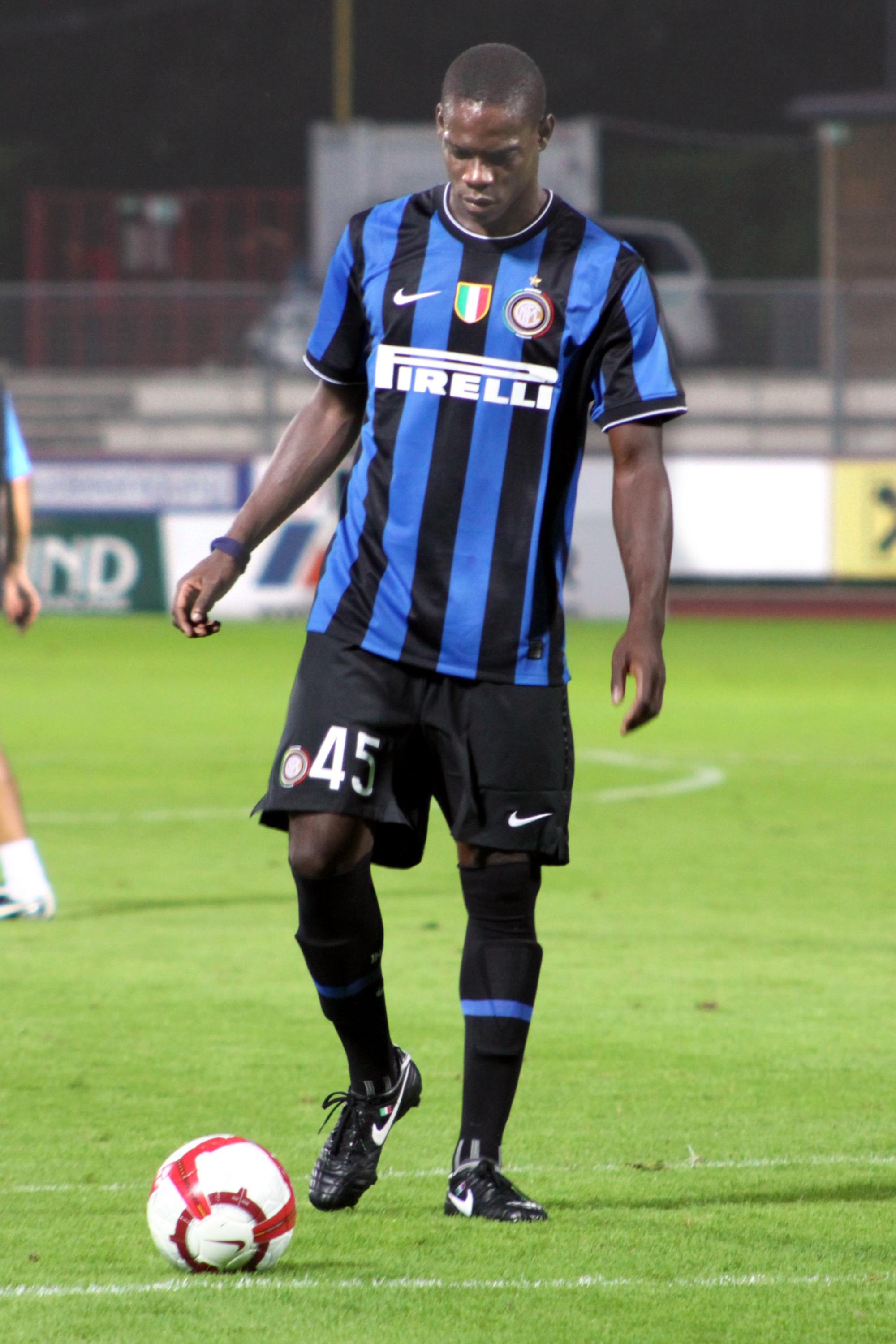
Mario Balotelli a marcat un hat-trick, incluzând două penaltiuri, în victoria lui Manchester City cu 4–0 contra lui Aston Villa în decembrie 2010

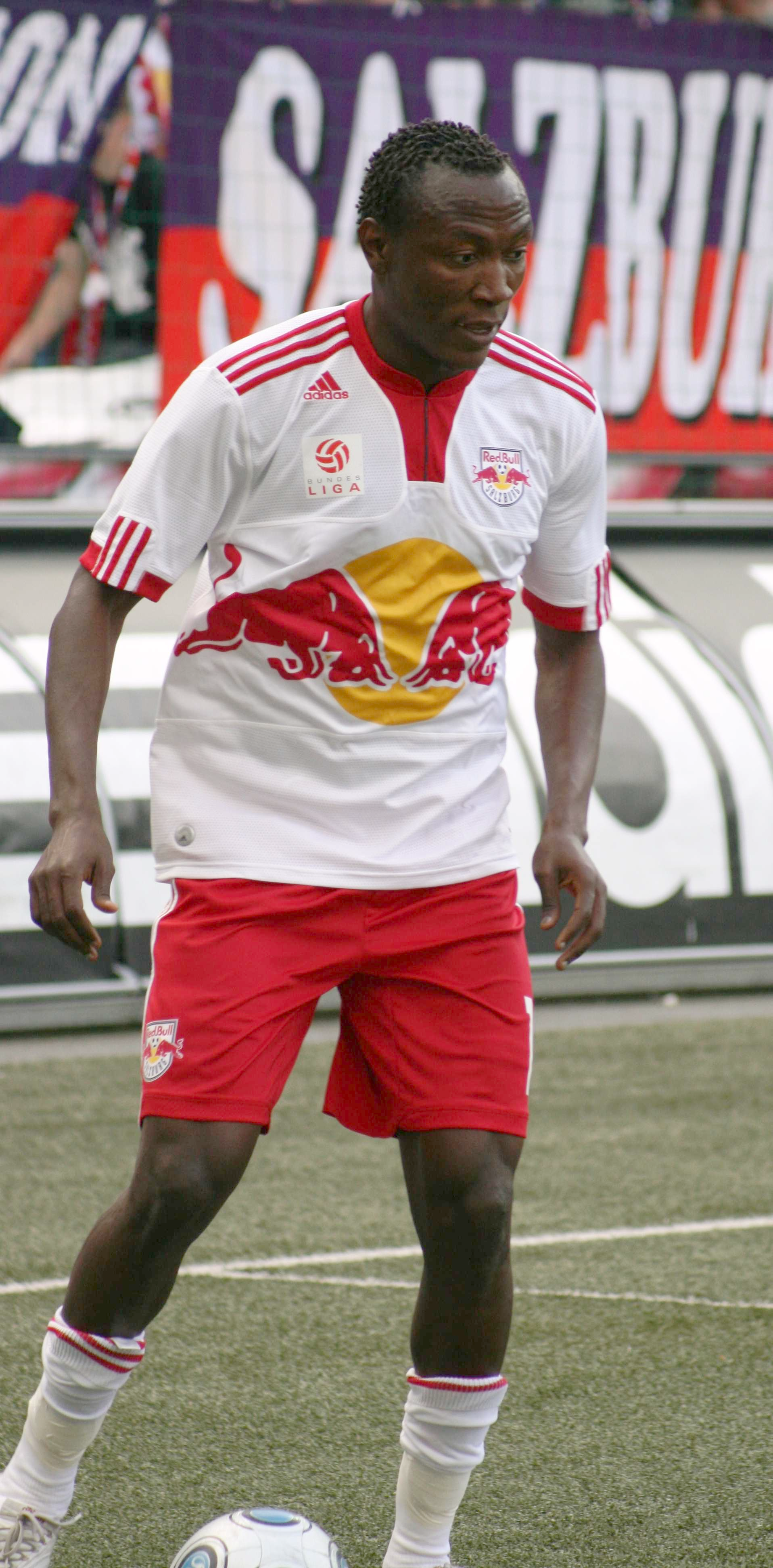
Camerunezul Somen Tchoyi a marcat un hat-trick pentru West Bromwich Albion în mai 2011

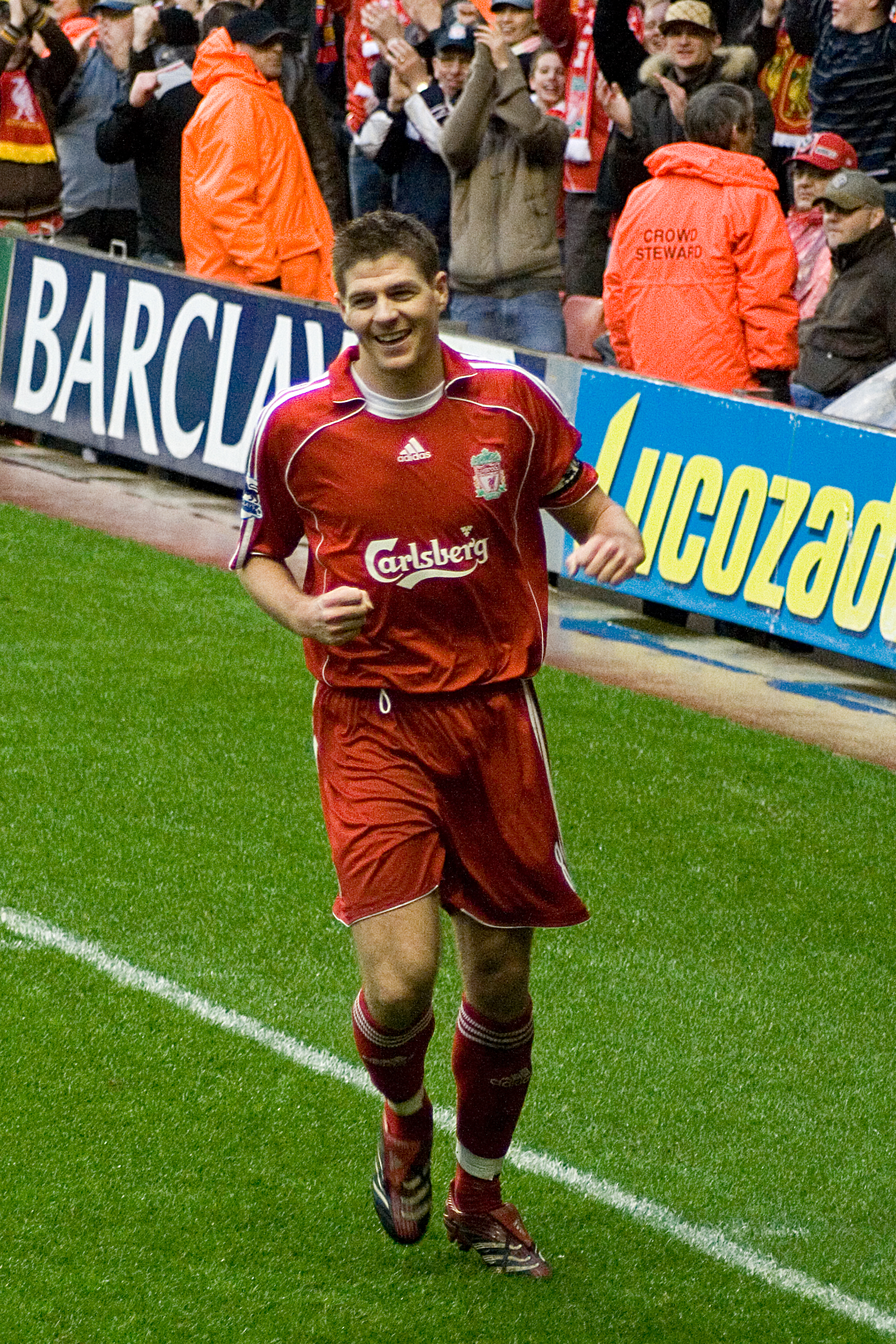
Jucătorul englez Steven Gerrard a devenit primul jucător din Premier League care înscrie un hat-trick în derbiul de pe Merseyside din martie 2012

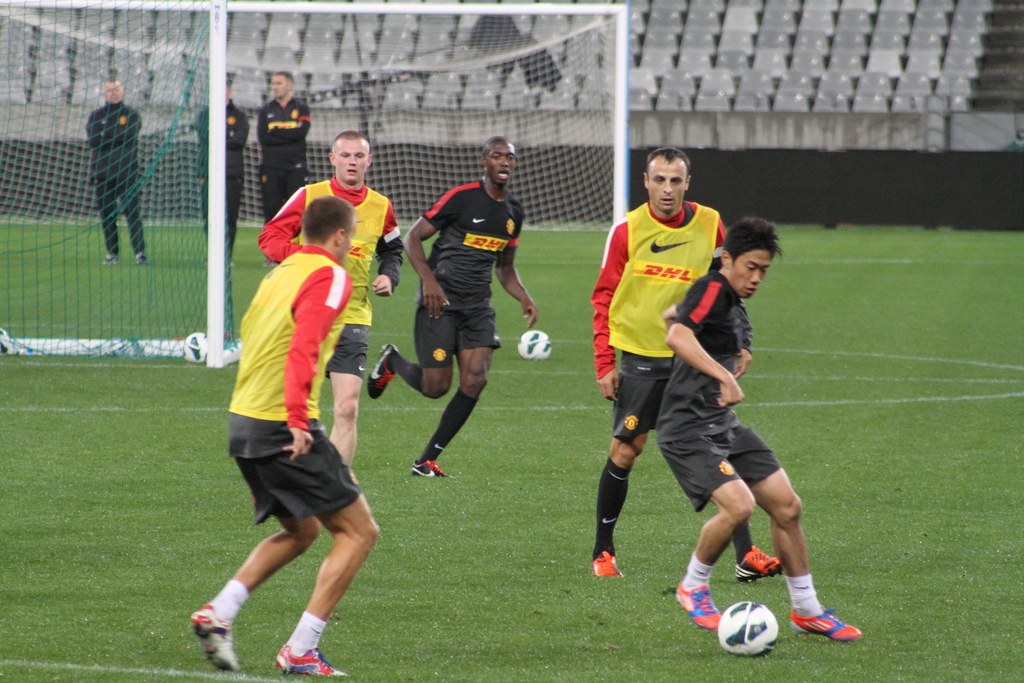
Japonezul Shinji Kagawa a devenit primul jucător asiatic din Premier League care înscrie un hat-trick în martie 2013

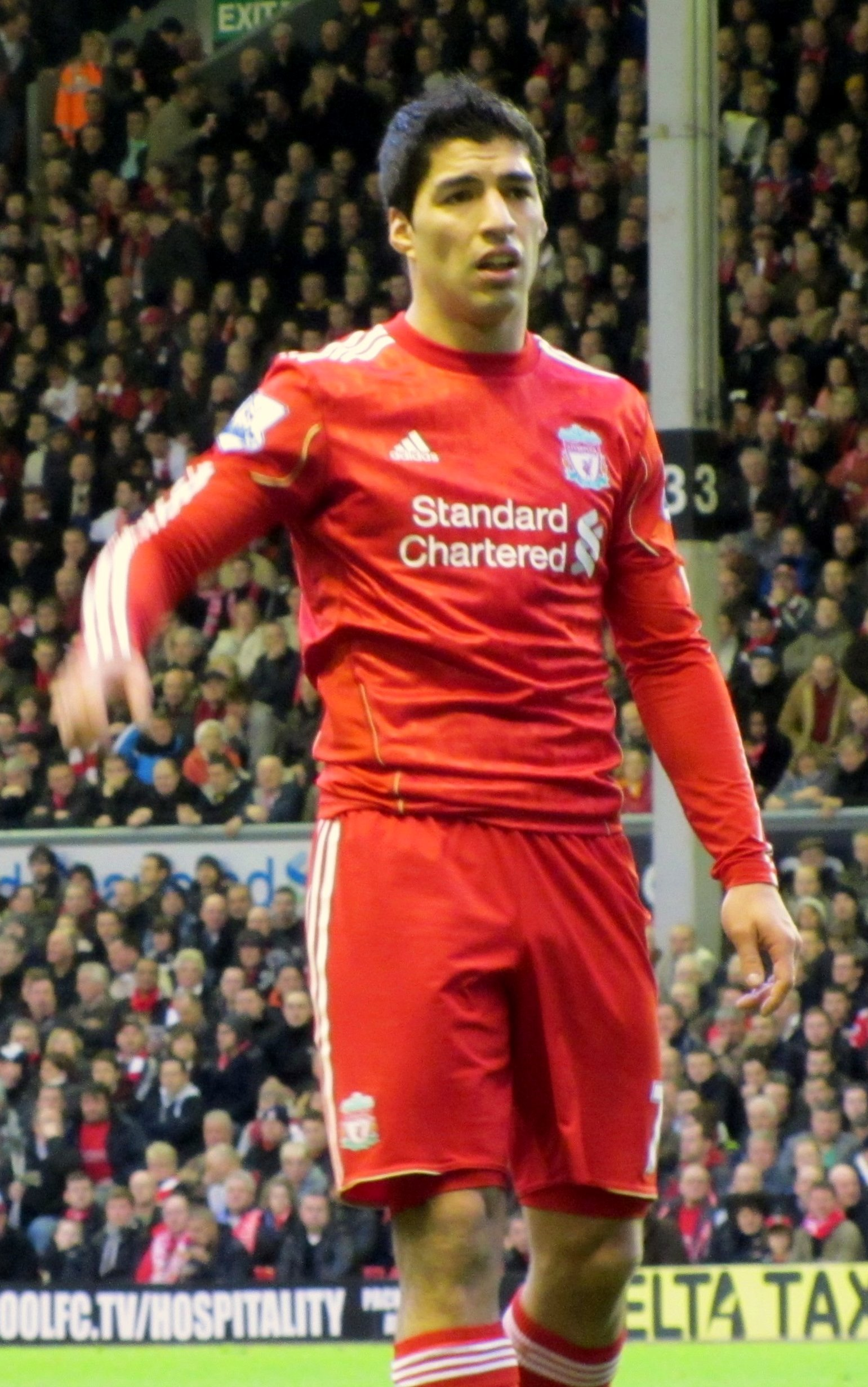
Internaționalul uruguayan Luis Suárez a realizat trei hat-trickuri pentru Liverpool într-un an calendaristic, începând din aprilie 2012

| Legendă | Legendă                                             |
| ------- | --------------------------------------------------- |
| 4       | Jucătorul a marcat 4 goluri                         |
| 5       | Jucătorul a marcat 5 goluri                         |
| †       | Jucătorul a marcat hat-trick ca înlocuitor(rezervă) |
| *       | Echipa gazdă                                        |

Notă: Coloana rezultatelor afișează primul scorul echipei gazdă
| Jucător                  | Naționalitate                      | Echipa beneficiară    | Echipa adversă           | Scor | Data               | Ref             |
| ------------------------ | ---------------------------------- | --------------------- | ------------------------ | ---- | ------------------ | --------------- |
| Eric Cantona             | Franța                             | Leeds United*         | Tottenham Hotspur        | 5–0  | 25 august 1992     | [ 8 ]           |
| Mark Robins              | Anglia                             | Norwich City*         | Oldham Athletic          | 3–2  | 9 noiembrie 1992   | [ 9 ]           |
| John Hendrie             | Scoția                             | Middlesbrough*        | Blackburn Rovers         | 3–2  | 5 decembrie 1992   | [ 10 ]          |
| Andy Sinton              | Anglia                             | Queens Park Rangers*  | Everton                  | 4–2  | 28 decembrie 1992  | [ 11 ]          |
| Brian Deane              | Anglia                             | Sheffield United*     | Ipswich Town             | 3–0  | 16 ianuarie 1993   | [ 12 ]          |
| Teddy Sheringham         | Anglia                             | Tottenham Hotspur*    | Leeds United             | 4–0  | 20 februarie 1993  | [ 13 ]          |
| Gordon Strachan          | Scoția                             | Leeds United*         | Blackburn Rovers         | 5–2  | 10 aprilie 1993    | [ 14 ]          |
| Les Ferdinand            | Anglia                             | Queens Park Rangers*  | Nottingham Forest        | 4–3  | 10 aprilie 1993    | [ 15 ]          |
| Chris Bart-Williams      | Anglia                             | Sheffield Wednesday*  | Southampton              | 5–2  | 12 aprilie 1993    | [ 16 ]          |
| Les Ferdinand            | Anglia                             | Queens Park Rangers   | Everton*                 | 3–5  | 12 aprilie 1993    | [ 17 ]          |
| Chris Sutton             | Anglia                             | Norwich City*         | Leeds United             | 4–2  | 14 aprilie 1993    | [ 18 ]          |
| Mark Walters             | Anglia                             | Liverpool*            | Coventry City            | 4–0  | 17 aprilie 1993    | [ 19 ]          |
| Rod Wallace              | Anglia                             | Leeds United          | Coventry City*           | 3–3  | 8 mai 1993         | [ 20 ]          |
| Matthew Le Tissier       | Anglia                             | Southampton           | Oldham Athletic*         | 4–3  | 8 mai 1993         | [ 21 ]          |
| Micky Quinn              | Anglia                             | Coventry City         | Arsenal*                 | 0–3  | 14 august 1993     | [ 22 ]          |
| Tony Cottee              | Anglia                             | Everton*              | Sheffield United         | 4–2  | 21 august 1993     | [ 23 ]          |
| Kevin Campbell           | Anglia / Jamaica                   | Arsenal*              | Ipswich Town             | 4–0  | 11 septembrie 1993 | [ 24 ]          |
| Efan Ekoku4              | Nigeria                            | Norwich City          | Everton*                 | 1–5  | 25 septembrie 1993 | [ 25 ]          |
| Alan Shearer             | Anglia                             | Blackburn Rovers      | Leeds United*            | 3–3  | 23 octombrie 1993  | [ 26 ]          |
| Peter Beardsley          | Anglia                             | Newcastle United*     | Wimbledon                | 4–0  | 30 octombrie 1993  | [ 27 ]          |
| Robbie Fowler            | Anglia                             | Liverpool*            | Southampton              | 4–2  | 30 octombrie 1993  | [ 28 ]          |
| Bradley Allen            | Anglia                             | Queens Park Rangers   | Everton*                 | 0–3  | 20 noiembrie 1993  | [ 29 ]          |
| Andrew Cole              | Anglia                             | Newcastle United*     | Liverpool                | 3–0  | 21 noiembrie 1993  | [ 30 ]          |
| Kevin Campbell           | Anglia / Jamaica                   | Arsenal*              | Swindon Town             | 4–0  | 27 decembrie 1993  | [ 31 ]          |
| Tony Cottee              | Anglia                             | Everton*              | Swindon Town             | 6–0  | 15 ianuarie 1994   | [ 32 ]          |
| Jan Age Fjortoft         | Norvegia                           | Swindon Town*         | Coventry City            | 3–1  | 5 februarie 1994   | [ 33 ]          |
| Dean Saunders            | Țara Galilor                       | Aston Villa*          | Swindon Town             | 5–0  | 12 februarie 1994  | [ 34 ]          |
| Matthew Le Tissier       | Anglia                             | Southampton*          | Liverpool                | 4–2  | 14 februarie 1994  | [ 35 ]          |
| Andrew Cole              | Anglia / Jamaica                   | Newcastle United*     | Coventry City            | 4–0  | 23 februarie 1994  | [ 36 ]          |
| Ian Wright               | Anglia                             | Arsenal               | Ipswich Town*            | 1–5  | 5 martie 1994      | [ 37 ]          |
| Ian Wright               | Anglia                             | Arsenal               | Southampton*             | 0–4  | 19 martie 1994     | [ 38 ]          |
| Matthew Le Tissier       | Anglia                             | Southampton           | Norwich City*            | 4–5  | 9 aprilie 1994     | [ 39 ]          |
| Dean Holdsworth          | Anglia                             | Wimbledon*            | Oldham Athletic          | 3–0  | 26 aprilie 1994    | [ 40 ]          |
| Chris Sutton             | Anglia                             | Blackburn Rovers*     | Coventry City            | 4–0  | 27 august 1994     | [ 41 ]          |
| Robbie Fowler            | Anglia                             | Liverpool*            | Arsenal                  | 4–3  | 28 august 1994     | [ 1 ]           |
| Andrei Kanchelskis       | Rusia                              | Manchester United*    | Manchester City          | 5–0  | 10 noiembrie 1994  | [ 42 ]          |
| Alan Shearer             | Anglia                             | Blackburn Rovers*     | Queens Park Rangers      | 4–0  | 26 noiembrie 1994  | [ 43 ]          |
| Teddy Sheringham         | Anglia                             | Tottenham Hotspur*    | Newcastle United         | 4–2  | 3 decembrie 1994   | [ 44 ]          |
| Tony Cottee              | Anglia                             | West Ham United*      | Manchester City          | 3–0  | 17 decembrie 1994  | [ 45 ]          |
| Alan Shearer             | Anglia                             | Blackburn Rovers*     | West Ham United          | 4–2  | 2 ianuarie 1995    | [ 46 ]          |
| Alan Shearer             | Anglia                             | Blackburn Rovers*     | Ipswich Town             | 4–1  | 28 ianuarie 1995   | [ 47 ]          |
| Tommy Johnson            | Anglia                             | Aston Villa*          | Wimbledon                | 7–1  | 11 februarie 1995  | [ 48 ]          |
| Andrew Cole5             | Anglia / Jamaica                   | Manchester United*    | Ipswich Town             | 9–0  | 4 martie 1995      | [ 49 ]          |
| Peter Ndlovu             | Zimbabwe                           | Coventry City         | Liverpool*               | 2–3  | 14 martie 1995     | [ 50 ]          |
| Tony Yeboah              | Ghana                              | Leeds United*         | Ipswich Town             | 4–0  | 5 aprilie 1995     | [ 51 ]          |
| Ian Wright               | Anglia                             | Arsenal*              | Ipswich Town             | 4–1  | 15 aprilie 1995    | [ 52 ]          |
| Matthew Le Tissier       | Anglia                             | Southampton*          | Nottingham Forest        | 3–4  | 19 august 1995     | [ 53 ]          |
| Robbie Fowler4           | Anglia                             | Liverpool*            | Bolton Wanderers         | 5–2  | 23 septembrie 1995 | [ 54 ]          |
| Alan Shearer             | Anglia                             | Blackburn Rovers*     | Coventry City            | 5–1  | 23 septembrie 1995 | [ 55 ]          |
| Tony Yeboah              | Ghana                              | Leeds United          | Wimbledon*               | 2–4  | 23 septembrie 1995 | [ 56 ]          |
| Les Ferdinand            | Anglia                             | Newcastle United*     | Wimbledon                | 6–1  | 21 octombrie 1995  | [ 57 ]          |
| Gary McAllister          | Scoția                             | Leeds United*         | Coventry City            | 3–1  | 28 octombrie 1995  | [ 58 ]          |
| Alan Shearer             | Anglia                             | Blackburn Rovers*     | Nottingham Forest        | 7–0  | 18 noiembrie 1995  | [ 59 ]          |
| Alan Shearer             | Anglia                             | Blackburn Rovers*     | West Ham United          | 4–2  | 2 decembrie 1995   | [ 60 ]          |
| Dion Dublin              | Anglia                             | Coventry City         | Sheffield Wednesday*     | 4–3  | 4 decembrie 1995   | [ 61 ]          |
| Savo Milošević           | Iugoslavia                         | Aston Villa*          | Coventry City            | 4–1  | 16 decembrie 1995  | [ 62 ]          |
| Robbie Fowler            | Anglia                             | Liverpool*            | Arsenal                  | 3–1  | 23 decembrie 1995  | [ 63 ]          |
| Alan Shearer             | Anglia                             | Blackburn Rovers*     | Bolton Wanderers         | 3–1  | 3 februarie 1996   | [ 64 ]          |
| Gavin Peacock            | Anglia                             | Chelsea*              | Middlesbrough            | 5–0  | 4 februarie 1996   | [ 65 ]          |
| Alan Shearer             | Anglia                             | Blackburn Rovers      | Tottenham Hotspur*       | 2–3  | 16 martie 1996     | [ 66 ]          |
| Mark Hughes              | Țara Galilor                       | Chelsea*              | Leeds United             | 4–1  | 13 aprilie 1996    | [ 67 ]          |
| Andrei Kanchelskis       | Rusia                              | Everton               | Sheffield Wednesday*     | 2–5  | 27 aprilie 1996    | [ 68 ]          |
| Kevin Campbell           | Anglia / Jamaica                   | Nottingham Forest     | Coventry City*           | 0–3  | 17 august 1996     | [ 69 ]          |
| Fabrizio Ravanelli       | Italia                             | Middlesbrough*        | Liverpool                | 3–3  | 17 august 1996     | [ 70 ]          |
| Ian Wright               | Anglia                             | Arsenal*              | Sheffield Wednesday      | 4–1  | 16 septembrie 1996 | [ 71 ]          |
| Dwight Yorke             | Trinidad-Tobago                    | Aston Villa           | Newcastle United*        | 4–3  | 30 septembrie 1996 | [ 72 ]          |
| Gary Speed               | Țara Galilor                       | Everton*              | Southampton              | 7–1  | 16 noiembrie 1996  | [ 73 ]          |
| Robbie Fowler4           | Anglia                             | Liverpool*            | Middlesbrough            | 5–1  | 14 decembrie 1996  | [ 74 ]          |
| Alan Shearer             | Anglia                             | Newcastle United*     | Leicester City           | 4–3  | 2 februarie 1997   | [ 75 ]          |
| Ian Marshall             | Anglia                             | Leicester City*       | Derby County             | 4–2  | 22 februarie 1997  | [ 76 ]          |
| Steffen Iversen          | Norvegia                           | Tottenham Hotspur     | Sunderland*              | 0–4  | 4 martie 1997      | [ 77 ]          |
| Fabrizio Ravanelli       | Italia                             | Middlesbrough*        | Derby County             | 6–1  | 5 martie 1997      | [ 78 ]          |
| Kevin Gallacher          | Scoția                             | Blackburn Rovers*     | Wimbledon                | 3–1  | 15 martie 1997     | [ 79 ]          |
| Paul Kitson              | Anglia                             | West Ham United*      | Sheffield Wednesday      | 5–1  | 3 mai 1997         | [ 80 ]          |
| Dion Dublin              | Anglia                             | Coventry City*        | Chelsea                  | 3–2  | 9 august 1997      | [ 81 ]          |
| Chris Sutton             | Anglia                             | Blackburn Rovers      | Aston Villa*             | 0–4  | 13 august 1997     | [ 82 ]          |
| Gianluca Vialli4         | Italia                             | Chelsea               | Barnsley*                | 0–6  | 24 august 1997     | [ 83 ]          |
| Dennis Bergkamp          | Țările de Jos                      | Arsenal*              | Leicester City           | 3–3  | 27 august 1997     | [ 84 ]          |
| Ian Wright               | Anglia                             | Arsenal*              | Bolton Wanderers         | 4–1  | 13 septembrie 1997 | [ 85 ]          |
| Patrik Berger            | Cehia                              | Liverpool*            | Chelsea                  | 4–2  | 5 octombrie 1997   | [ 86 ]          |
| Andrew Cole              | Anglia / Jamaica                   | Manchester United*    | Barnsley                 | 7–0  | 25 octombrie 1997  | [ 87 ]          |
| Andy Booth               | Anglia                             | Sheffield Wednesday*  | Bolton Wanderers         | 5–0  | 8 noiembrie 1997   | [ 88 ]          |
| Gianfranco Zola          | Italia                             | Chelsea*              | Derby County             | 4–0  | 29 noiembrie 1997  | [ 89 ]          |
| Tore André Flo           | Norvegia                           | Chelsea               | Tottenham Hotspur*       | 1–6  | 6 decembrie 1997   | [ 90 ]          |
| Duncan Ferguson          | Scoția                             | Everton*              | Bolton Wanderers         | 3–2  | 28 decembrie 1997  | [ 91 ]          |
| Kevin Gallacher          | Scoția                             | Blackburn Rovers*     | Aston Villa              | 5–0  | 17 ianuarie 1998   | [ 92 ]          |
| Michael Owen             | Anglia                             | Liverpool             | Sheffield Wednesday*     | 3–3  | 14 februarie 1998  | [ 93 ]          |
| Chris Sutton             | Anglia                             | Blackburn Rovers*     | Leicester City           | 5–3  | 28 februarie 1998  | [ 94 ]          |
| Darren Huckerby          | Anglia                             | Coventry City         | Leeds United*            | 3–3  | 25 aprilie 1998    | [ 95 ]          |
| Jürgen Klinsmann4        | Germania                           | Tottenham Hotspur     | Wimbledon*               | 2–6  | 2 mai 1998         | [ 96 ]          |
| Clive Mendonca           | Anglia                             | Charlton Athletic*    | Southampton              | 5–0  | 22 august 1998     | [ 97 ]          |
| Michael Owen             | Anglia                             | Liverpool             | Newcastle United*        | 1–4  | 30 august 1998     | [ 98 ]          |
| Michael Owen4            | Anglia                             | Liverpool*            | Nottingham Forest        | 5–1  | 24 octombrie 1998  | [ 99 ]          |
| Dion Dublin              | Anglia                             | Aston Villa           | Southampton              | 1–4  | 14 noiembrie 1998  | [ 100 ]         |
| Robbie Fowler            | Anglia                             | Liverpool             | Aston Villa*             | 2–4  | 21 noiembrie 1998  | [ 101 ]         |
| Chris Armstrong          | Anglia                             | Tottenham Hotspur*    | Everton                  | 4–1  | 28 decembrie 1998  | [ 102 ]         |
| Darren Huckerby          | Anglia                             | Coventry City*        | Nottingham Forest        | 4–0  | 9 ianuarie 1999    | [ 103 ]         |
| Robbie Fowler            | Anglia                             | Liverpool*            | Southampton              | 7–1  | 16 ianuarie 1999   | [ 104 ]         |
| Dwight Yorke             | Trinidad-Tobago                    | Manchester United     | Leicester City*          | 2–6  | 16 ianuarie 1999   | [ 105 ]         |
| Ole Gunnar Solskjær4†    | Norvegia                           | Manchester United     | Nottingham Forest*       | 1–8  | 6 februarie 1999   | [ 1 ] [ 106 ]   |
| Nicolas Anelka           | Franța                             | Arsenal*              | Leicester City           | 5–0  | 20 februarie 1999  | [ 107 ]         |
| Kevin Campbell           | Anglia / Jamaica                   | Everton*              | West Ham United          | 6–0  | 8 mai 1999         | [ 108 ]         |
| Michael Bridges          | Anglia                             | Leeds United          | Southampton*             | 0–3  | 11 august 1999     | [ 109 ]         |
| Andrew Cole4             | Anglia / Jamaica                   | Manchester United*    | Newcastle United         | 5–1  | 30 august 1999     | [ 110 ]         |
| Kevin Phillips           | Anglia                             | Sunderland            | Derby County*            | 0–5  | 18 septembrie 1999 | [ 111 ]         |
| Alan Shearer5            | Anglia                             | Newcastle United*     | Sheffield Wednesday      | 8–0  | 19 septembrie 1999 | [ 112 ]         |
| Nwankwo Kanu             | Nigeria                            | Arsenal               | Chelsea*                 | 2–3  | 23 octombrie 1999  | [ 113 ]         |
| Marc Overmars            | Țările de Jos                      | Arsenal*              | Middlesbrough            | 5–1  | 21 noiembrie 1999  | [ 114 ]         |
| Ole Gunnar Solskjær4     | Norvegia                           | Manchester United*    | Everton                  | 5–1  | 4 decembrie 1999   | [ 115 ]         |
| Nick Barmby              | Anglia                             | Everton               | West Ham United*         | 0–4  | 7 februarie 2000   | [ 116 ]         |
| Stan Collymore           | Anglia                             | Leicester City*       | Sunderland               | 5–2  | 5 martie 2000      | [ 117 ]         |
| Steffen Iversen          | Norvegia                           | Tottenham Hotspur*    | Southampton              | 7–2  | 11 martie 2000     | [ 118 ]         |
| Dwight Yorke             | Trinidad-Tobago                    | Manchester United*    | Derby County             | 3–1  | 11 martie 2000     | [ 119 ]         |
| Paul Scholes             | Anglia                             | Manchester United*    | West Ham United          | 7–1  | 1 aprilie 2000     | [ 120 ]         |
| Dean Windass             | Anglia                             | Bradford City*        | Derby County             | 4–4  | 21 aprilie 2000    | [ 121 ]         |
| Paulo Wanchope           | Costa Rica                         | Manchester City*      | Sunderland               | 4–2  | 23 august 2000     | [ 122 ]         |
| Michael Owen             | Anglia                             | Liverpool*            | Aston Villa              | 3–1  | 6 septembrie 2000  | [ 123 ]         |
| Emile Heskey             | Anglia                             | Liverpool             | Derby County*            | 0–4  | 15 octombrie 2000  | [ 124 ]         |
| Jimmy Floyd Hasselbaink4 | Țările de Jos / Surinam            | Chelsea*              | Coventry City            | 6–1  | 21 octombrie 2000  | [ 125 ]         |
| Teddy Sheringham         | Anglia                             | Manchester United*    | Southampton              | 5–0  | 28 octombrie 2000  | [ 126 ]         |
| Mark Viduka4             | Australia / Croația                | Leeds United*         | Liverpool                | 4–3  | 4 noiembrie 2000   | [ 127 ]         |
| Les Ferdinand            | Anglia                             | Tottenham Hotspur     | Leicester City*          | 0–3  | 25 noiembrie 2000  | [ 128 ]         |
| Ray Parlour              | Anglia                             | Arsenal*              | Newcastle United         | 5–0  | 10 decembrie 2000  | [ 129 ]         |
| Thierry Henry            | Franța                             | Arsenal*              | Leicester City           | 6–1  | 26 decembrie 2000  | [ 130 ]         |
| Kevin Phillips           | Anglia                             | Sunderland            | Bradford City*           | 1–4  | 26 decembrie 2000  | [ 131 ]         |
| Dwight Yorke             | Trinidad-Tobago                    | Manchester United*    | Arsenal                  | 6–1  | 25 februarie 2001  | [ 132 ]         |
| Sylvain Wiltord          | Franța                             | Arsenal*              | West Ham United          | 3–0  | 3 martie 2001      | [ 133 ]         |
| Marcus Stewart           | Anglia                             | Ipswich Town          | Southampton*             | 0–3  | 7 aprilie 2001     | [ 134 ]         |
| Michael Owen             | Anglia                             | Liverpool*            | Newcastle United         | 3–0  | 5 mai 2001         | [ 135 ]         |
| Robbie Fowler            | Anglia                             | Liverpool             | Leicester City*          | 1–4  | 20 octombrie 2001  | [ 136 ]         |
| Paul Kitson              | Anglia                             | West Ham United       | Charlton Athletic*       | 4–4  | 19 noiembrie 2001  | [ 137 ]         |
| Ruud van Nistelrooy      | Țările de Jos                      | Manchester United*    | Southampton              | 6–1  | 22 decembrie 2001  | [ 138 ]         |
| Robbie Fowler            | Anglia                             | Leeds United          | Bolton Wanderers*        | 0–3  | 26 decembrie 2001  | [ 139 ]         |
| Ole Gunnar Solskjær      | Norvegia                           | Manchester United     | Bolton Wanderers*        | 0–4  | 29 ianuarie 2002   | [ 140 ]         |
| Jimmy Floyd Hasselbaink  | Țările de Jos / Surinam            | Chelsea*              | Tottenham Hotspur        | 4–0  | 13 martie 2002     | [ 141 ]         |
| Fredi Bobic              | Germania / Slovenia                | Bolton Wanderers*     | Ipswich Town             | 4–1  | 6 aprilie 2002     | [ 142 ]         |
| Michael Owen             | Anglia                             | Liverpool             | Manchester City*         | 0–3  | 28 septembrie 2002 | [ 143 ]         |
| James Beattie            | Anglia                             | Southampton*          | Fulham                   | 4–2  | 27 octombrie 2002  | [ 144 ]         |
| Ruud van Nistelrooy      | Țările de Jos                      | Manchester United*    | Newcastle United         | 5–3  | 23 noiembrie 2002  | [ 145 ]         |
| Robbie Keane             | Irlanda                            | Tottenham Hotspur*    | Everton                  | 4–3  | 12 ianuarie 2003   | [ 146 ]         |
| Thierry Henry            | Franța                             | Arsenal*              | West Ham United          | 3–1  | 19 ianuarie 2003   | [ 147 ]         |
| Ruud van Nistelrooy      | Țările de Jos                      | Manchester United*    | Fulham                   | 3–0  | 22 martie 2003     | [ 148 ]         |
| Mark Viduka              | Australia / Croația                | Leeds United          | Charlton Athletic*       | 1–6  | 5 aprilie 2003     | [ 149 ]         |
| Paul Scholes             | Anglia                             | Manchester United     | Newcastle United*        | 2–6  | 12 aprilie 2003    | [ 150 ]         |
| Michael Owen4            | Anglia                             | Liverpool             | West Bromwich Albion*    | 0–6  | 26 aprilie 2003    | [ 151 ]         |
| Ruud van Nistelrooy      | Țările de Jos                      | Manchester United*    | Charlton Athletic        | 4–1  | 3 mai 2003         | [ 152 ]         |
| Jermaine Pennant         | Anglia                             | Arsenal*              | Southampton              | 6–1  | 7 mai 2003         | [ 153 ]         |
| Robert Pirès             | Franța                             | Arsenal*              | Southampton              | 6–1  | 7 mai 2003         | [ 153 ]         |
| Fredrik Ljungberg        | Suedia                             | Arsenal               | Sunderland*              | 0–4  | 11 mai 2003        | [ 154 ]         |
| Teddy Sheringham         | Anglia                             | Portsmouth*           | Bolton Wanderers         | 4–0  | 26 august 2003     | [ 155 ]         |
| Nicolas Anelka           | Franța                             | Manchester City*      | Aston Villa              | 4–1  | 14 septembrie 2003 | [ 156 ]         |
| Ruud van Nistelrooy      | Țările de Jos                      | Manchester United     | Leicester City*          | 1–4  | 27 septembrie 2003 | [ 157 ]         |
| Kevin Lisbie             | Jamaica                            | Charlton Athletic*    | Liverpool                | 3–2  | 28 septembrie 2003 | [ 158 ]         |
| Steve Watson             | Anglia                             | Everton*              | Leeds United             | 4–0  | 28 septembrie 2003 | [ 159 ]         |
| Robbie Keane             | Irlanda                            | Tottenham Hotspur*    | Wolverhampton Wanderers  | 5–2  | 6 decembrie 2003   | [ 160 ]         |
| Jimmy Floyd Hasselbaink† | Țările de Jos / Surinam            | Chelsea*              | Wolverhampton Wanderers  | 5–2  | 27 martie 2004     | [ 106 ] [ 161 ] |
| Thierry Henry            | Franța                             | Arsenal*              | Liverpool                | 4–2  | 9 aprilie 2004     | [ 162 ]         |
| Thierry Henry4           | Franța                             | Arsenal*              | Leeds United             | 5–0  | 16 aprilie 2004    | [ 163 ]         |
| Yakubu Aiyegbeni4        | Nigeria                            | Portsmouth*           | Middlesbrough            | 5–1  | 15 mai 2004        | [ 164 ]         |
| Yakubu Aiyegbeni         | Nigeria                            | Portsmouth*           | Fulham                   | 4–3  | 30 august 2004     | [ 165 ]         |
| Jimmy Floyd Hasselbaink  | Țările de Jos / Surinam            | Middlesbrough         | Blackburn Rovers*        | 0–4  | 16 octombrie 2004  | [ 166 ]         |
| Eiður Guðjohnsen         | Islanda                            | Chelsea*              | Blackburn Rovers         | 4–0  | 23 octombrie 2004  | [ 167 ]         |
| Milan Baroš              | Cehia                              | Liverpool*            | Crystal Palace           | 3–2  | 13 noiembrie 2004  | [ 168 ]         |
| Jermain Defoe            | Anglia                             | Tottenham Hotspur*    | Southampton              | 5–1  | 18 decembrie 2004  | [ 169 ]         |
| Thierry Henry            | Franța                             | Arsenal*              | Portsmouth               | 3–0  | 5 martie 2005      | [ 170 ]         |
| Robert Earnshaw†         | Țara Galilor                       | West Bromwich Albion  | Charlton Athletic*       | 1–4  | 19 martie 2005     | [ 106 ] [ 171 ] |
| Thierry Henry            | Franța                             | Arsenal*              | Norwich City             | 4–1  | 2 aprilie 2005     | [ 172 ]         |
| Marlon Harewood          | Anglia                             | West Ham United*      | Aston Villa              | 4–0  | 12 septembrie 2005 | [ 173 ]         |
| Henri Camara             | Senegal                            | Wigan Athletic*       | Charlton Athletic        | 3–0  | 16 decembrie 2005  | [ 174 ]         |
| Michael Owen             | Anglia                             | Newcastle United      | West Ham United*         | 2–4  | 17 decembrie 2005  | [ 175 ]         |
| Thierry Henry            | Franța                             | Arsenal*              | Middlesbrough            | 7–0  | 14 ianuarie 2006   | [ 176 ]         |
| David Bentley            | Anglia                             | Blackburn Rovers*     | Manchester United        | 4–3  | 1 februarie 2006   | [ 177 ]         |
| Luke Moore               | Anglia                             | Aston Villa           | Middlesbrough*           | 0–4  | 4 februarie 2006   | [ 178 ]         |
| Thierry Henry            | Franța                             | Arsenal*              | Wigan Athletic           | 4–2  | 7 mai 2006         | [ 179 ]         |
| Wayne Rooney             | Anglia                             | Manchester United     | Bolton Wanderers*        | 0–4  | 28 octombrie 2006  | [ 180 ]         |
| Didier Drogba            | Coasta de Fildeș                   | Chelsea*              | Watford                  | 4–0  | 11 noiembrie 2006  | [ 181 ]         |
| Peter Crouch             | Anglia                             | Liverpool*            | Arsenal                  | 4–1  | 31 martie 2007     | [ 182 ]         |
| Emmanuel Adebayor        | Togo / Nigeria                     | Arsenal*              | Derby County             | 5–0  | 22 septembrie 2007 | [ 183 ]         |
| Benjani Mwaruwari        | Zimbabwe                           | Portsmouth*           | Reading                  | 7–4  | 29 septembrie 2007 | [ 184 ]         |
| Yakubu Aiyegbeni         | Nigeria                            | Everton*              | Fulham                   | 3–0  | 8 decembrie 2007   | [ 185 ]         |
| Roque Santa Cruz         | Paraguay / Spania                  | Blackburn Rovers      | Wigan Athletic*          | 3–5  | 15 decembrie 2007  | [ 186 ]         |
| Marcus Bent              | Anglia                             | Wigan Athletic*       | Blackburn Rovers         | 3–5  | 15 decembrie 2007  | [ 187 ]         |
| Dimitar Berbatov4        | Bulgaria                           | Tottenham Hotspur*    | Reading                  | 6–4  | 29 decembrie 2007  | [ 188 ]         |
| Cristiano Ronaldo        | Portugalia                         | Manchester United*    | Newcastle United         | 6–0  | 12 ianuarie 2008   | [ 189 ]         |
| Benjani Mwaruwari        | Zimbabwe                           | Portsmouth*           | Derby County             | 3–1  | 19 ianuarie 2008   | [ 190 ]         |
| John Carew               | Norvegia                           | Aston Villa*          | Newcastle United         | 4–1  | 9 februarie 2008   | [ 191 ]         |
| Fernando Torres          | Spania                             | Liverpool*            | Middlesbrough            | 3–2  | 23 februarie 2008  | [ 192 ]         |
| Mikael Forssell          | Finlanda / Germania                | Birmingham City*      | Tottenham Hotspur        | 4–1  | 1 martie 2008      | [ 193 ]         |
| Fernando Torres          | Spania                             | Liverpool*            | West Ham United          | 4–0  | 5 martie 2008      | [ 194 ]         |
| Frank Lampard4           | Anglia                             | Chelsea*              | Derby County             | 6–1  | 12 martie 2008     | [ 195 ]         |
| Emmanuel Adebayor†       | Togo / Nigeria                     | Arsenal               | Derby County*            | 2–6  | 28 aprilie 2008    | [ 106 ] [ 196 ] |
| Afonso Alves             | Brazilia                           | Middlesbrough*        | Manchester City          | 8–1  | 11 mai 2008        | [ 197 ]         |
| Gabriel Agbonlahor       | Anglia / Nigeria                   | Aston Villa*          | Manchester City          | 4–2  | 17 august 2008     | [ 198 ]         |
| Emmanuel Adebayor        | Togo                               | Arsenal               | Blackburn Rovers*        | 0–4  | 13 septembrie 2008 | [ 199 ]         |
| Robinho                  | Brazilia                           | Manchester City*      | Stoke City               | 3–0  | 26 octombrie 2008  | [ 200 ]         |
| Nicolas Anelka           | Franța                             | Chelsea*              | Sunderland               | 5–0  | 1 noiembrie 2008   | [ 201 ]         |
| Steven Gerrard           | Anglia                             | Liverpool*            | Aston Villa              | 5–0  | 22 martie 2009     | [ 202 ]         |
| Andrei Arshavin4         | Rusia                              | Arsenal               | Liverpool*               | 4–4  | 21 aprilie 2009    | [ 203 ]         |
| Jermain Defoe            | Anglia                             | Tottenham Hotspur     | Hull City*               | 1–5  | 19 august 2009     | [ 204 ]         |
| Yossi Benayoun           | Israel                             | Liverpool*            | Burnley                  | 4–0  | 12 septembrie 2009 | [ 205 ]         |
| Fernando Torres          | Spania                             | Liverpool*            | Hull City                | 6–1  | 26 septembrie 2009 | [ 206 ]         |
| Robbie Keane4            | Irlanda                            | Tottenham Hotspur*    | Burnley                  | 5–0  | 26 septembrie 2009 | [ 207 ]         |
| Aruna Dindane            | Coasta de Fildeș                   | Portsmouth*           | Wigan Athletic           | 4–0  | 31 octombrie 2009  | [ 208 ]         |
| Jermain Defoe5           | Anglia                             | Tottenham Hotspur*    | Wigan Athletic           | 9–1  | 22 noiembrie 2009  | [ 209 ]         |
| Wayne Rooney             | Anglia                             | Manchester United     | Portsmouth*              | 1–4  | 28 noiembrie 2009  | [ 210 ]         |
| Carlos Tévez             | Argentina                          | Manchester City*      | Blackburn Rovers         | 4–1  | 11 ianuarie 2010   | [ 211 ]         |
| Wayne Rooney4            | Anglia                             | Manchester United*    | Hull City                | 4–0  | 23 ianuarie 2010   | [ 212 ]         |
| Darren Bent              | Anglia                             | Sunderland*           | Bolton Wanderers         | 4–0  | 9 martie 2010      | [ 213 ]         |
| Frank Lampard4           | Anglia                             | Chelsea*              | Aston Villa              | 7–1  | 27 martie 2010     | [ 214 ]         |
| Carlos Tévez             | Argentina                          | Manchester City*      | Wigan Athletic           | 3–0  | 29 martie 2010     | [ 215 ]         |
| Salomon Kalou            | Coasta de Fildeș                   | Chelsea*              | Stoke City               | 7–0  | 25 aprilie 2010    | [ 216 ]         |
| Didier Drogba            | Coasta de Fildeș                   | Chelsea*              | Wigan Athletic           | 8–0  | 9 mai 2010         | [ 217 ]         |
| Didier Drogba            | Coasta de Fildeș                   | Chelsea*              | West Bromwich Albion     | 6–0  | 14 august 2010     | [ 218 ]         |
| Theo Walcott             | England                            | Arsenal*              | Blackpool                | 6–0  | 21 august 2010     | [ 219 ]         |
| Andy Carroll             | England                            | Newcastle United*     | Aston Villa              | 6–0  | 22 august 2010     | [ 220 ]         |
| Dimitar Berbatov         | Bulgaria                           | Manchester United*    | Liverpool                | 3–2  | 19 septembrie 2010 | [ 221 ]         |
| Kevin Nolan              | Anglia                             | Newcastle United*     | Sunderland               | 5–1  | 31 octombrie 2010  | [ 222 ]         |
| Dimitar Berbatov5        | Bulgaria                           | Manchester United*    | Blackburn Rovers         | 7–1  | 27 noiembrie 2010  | [ 223 ]         |
| Mario Balotelli          | Italia / Ghana                     | Manchester City*      | Aston Villa              | 4–0  | 28 decembrie 2010  | [ 224 ]         |
| Leon Best                | Irlanda                            | Newcastle United*     | West Ham United          | 5–0  | 5 ianuarie 2011    | [ 225 ]         |
| Dimitar Berbatov         | Bulgaria                           | Manchester United*    | Birmingham City          | 5–0  | 22 ianuarie 2011   | [ 226 ]         |
| Robin van Persie         | Țările de Jos                      | Arsenal*              | Wigan Athletic           | 3–0  | 22 ianuarie 2011   | [ 227 ]         |
| Carlos Tévez             | Argentina                          | Manchester City*      | West Bromwich Albion     | 3–0  | 5 februarie 2011   | [ 228 ]         |
| Louis Saha4              | Franța                             | Everton*              | Blackpool                | 5–3  | 5 februarie 2011   | [ 229 ]         |
| Dirk Kuyt                | Țările de Jos                      | Liverpool*            | Manchester United        | 3–1  | 6 martie 2011      | [ 230 ]         |
| Wayne Rooney             | Anglia                             | Manchester United     | West Ham United*         | 2–4  | 2 aprilie 2011     | [ 231 ]         |
| Maxi Rodríguez           | Argentina                          | Liverpool*            | Birmingham City          | 5–0  | 23 aprilie 2011    | [ 232 ]         |
| Maxi Rodríguez           | Argentina                          | Liverpool             | Fulham*                  | 2–5  | 9 mai 2011         | [ 233 ]         |
| Somen Tchoyi             | Camerun                            | West Bromwich Albion  | Newcastle United*        | 3–3  | 22 mai 2011        | [ 234 ]         |
| Edin Džeko4              | Bosnia și Herțegovina              | Manchester City       | Tottenham Hotspur*       | 1–5  | 28 august 2011     | [ 235 ]         |
| Wayne Rooney             | Anglia                             | Manchester United*    | Arsenal                  | 8–2  | 28 august 2011     | [ 236 ]         |
| Sergio Agüero            | Argentina                          | Manchester City*      | Wigan Athletic           | 3–0  | 10 septembrie 2011 | [ 237 ]         |
| Wayne Rooney             | Anglia                             | Manchester United     | Bolton Wanderers*        | 0–5  | 10 septembrie 2011 | [ 238 ]         |
| Demba Ba                 | Senegal                            | Newcastle United*     | Blackburn Rovers         | 3–1  | 23 septembrie 2011 | [ 239 ]         |
| Frank Lampard            | Anglia                             | Chelsea               | Bolton Wanderers*        | 1–5  | 2 octombrie 2011   | [ 240 ]         |
| Andrew Johnson           | Anglia                             | Fulham*               | Queens Park Rangers      | 6–0  | 2 octombrie 2011   | [ 241 ]         |
| Robin van Persie         | Țările de Jos                      | Arsenal               | Chelsea*                 | 3–5  | 29 octombrie 2011  | [ 242 ]         |
| Demba Ba                 | Senegal / Franța                   | Newcastle United      | Stoke City*              | 1–3  | 31 octombrie 2011  | [ 243 ]         |
| Yakubu Aiyegbeni4        | Nigeria                            | Blackburn Rovers*     | Swansea City             | 4–2  | 3 decembrie 2011   | [ 244 ]         |
| Dimitar Berbatov         | Bulgaria                           | Manchester United*    | Wigan Athletic           | 5–0  | 26 decembrie 2011  | [ 245 ]         |
| Clint Dempsey            | Statele Unite ale Americii         | Fulham*               | Newcastle United         | 5–2  | 20 ianuarie 2012   | [ 246 ]         |
| Robin van Persie         | Țările de Jos                      | Arsenal*              | Blackburn Rovers         | 7–1  | 4 februarie 2012   | [ 247 ]         |
| Peter Odemwingie         | Nigeria                            | West Bromwich Albion  | Wolverhampton Wanderers* | 1–5  | 12 februarie 2012  | [ 248 ]         |
| Pavel Pogrebnyak         | Rusia                              | Fulham*               | Wolverhampton Wanderers  | 5–0  | 4 martie 2012      | [ 249 ]         |
| Steven Gerrard           | Anglia                             | Liverpool*            | Everton                  | 3–0  | 13 martie 2012     | [ 250 ]         |
| Carlos Tévez             | Argentina                          | Manchester City       | Norwich City*            | 1–6  | 14 aprilie 2012    | [ 251 ]         |
| Luis Suárez              | Uruguay                            | Liverpool             | Norwich City*            | 0–3  | 28 aprilie 2012    | [ 252 ]         |
| Fernando Torres          | Spania                             | Chelsea*              | Queens Park Rangers      | 6–1  | 29 aprilie 2012    | [ 253 ]         |
| Robin van Persie         | Țările de Jos                      | Manchester United     | Southampton*             | 2–3  | 2 septembrie 2012  | [ 254 ]         |
| Luis Suárez              | Uruguay                            | Liverpool             | Norwich City*            | 2–5  | 29 septembrie 2012 | [ 255 ]         |
| Jordi Gómez              | Spania                             | Wigan Athletic*       | Reading                  | 3–2  | 24 noiembrie 2012  | [ 256 ]         |
| Santi Cazorla            | Spania                             | Arsenal               | Reading*                 | 2–5  | 17 decembrie 2012  | [ 257 ]         |
| Gareth Bale              | Țara Galilor                       | Tottenham Hotspur     | Aston Villa*             | 0–4  | 26 decembrie 2012  | [ 258 ]         |
| Theo Walcott             | Anglia                             | Arsenal*              | Newcastle United         | 7–3  | 29 decembrie 2012  | [ 259 ]         |
| Shinji Kagawa            | Japonia                            | Manchester United*    | Norwich City             | 4–0  | 2 martie 2013      | [ 260 ]         |
| Luis Suárez              | Uruguay                            | Liverpool             | Wigan Athletic*          | 0–4  | 2 martie 2013      | [ 261 ]         |
| Robin van Persie         | Țările de Jos                      | Manchester United*    | Aston Villa              | 3–0  | 22 aprilie 2013    | [ 262 ]         |
| Christian Benteke        | Belgia / Republica Democrată Congo | Aston Villa*          | Sunderland               | 6–1  | 29 aprilie 2013    | [ 263 ]         |
| Daniel Sturridge         | Anglia                             | Liverpool             | Fulham*                  | 1–3  | 12 mai 2013        | [ 264 ]         |
| Kevin Nolan              | Anglia                             | West Ham United*      | Reading                  | 4–2  | 19 mai 2013        | [ 265 ]         |
| Romelu Lukaku†           | Belgia / Republica Democrată Congo | West Bromwich Albion* | Manchester United        | 5–5  | 19 mai 2013        | [ 106 ]         |

## Hat-trickuri mulptiple
Următorul tabel prezintă numărul de hat-trickuri realizate de jucătorii ce au la activ minim două hat-trickuri.
| Poz. | Jucător                 | Hat-trickuri |
| ---- | ----------------------- | ------------ |
| 1    | Alan Shearer            | 11           |
| 2    | Robbie Fowler           | 9            |
| 3    | Thierry Henry           | 8            |
| 3    | Michael Owen            | 8            |
| 5    | Wayne Rooney            | 6            |
| 6    | Dimitar Berbatov        | 5            |
| 6    | Andrew Cole             | 5            |
| 6    | Ruud van Nistelrooy     | 5            |
| 6    | Robin van Persie        | 5            |
| 6    | Ian Wright              | 5            |
| 11   | Yakubu Aiyegbeni        | 4            |
| 11   | Kevin Campbell          | 4            |
| 11   | Les Ferdinand           | 4            |
| 11   | Jimmy Floyd Hasselbaink | 4            |
| 11   | Matthew Le Tissier      | 4            |
| 11   | Teddy Sheringham        | 4            |
| 11   | Chris Sutton            | 4            |
| 11   | Carlos Tévez            | 4            |
| 11   | Fernando Torres         | 4            |
| 11   | Dwight Yorke            | 4            |
| 21   | Emmanuel Adebayor       | 3            |
| 21   | Nicolas Anelka          | 3            |
| 21   | Tony Cottee             | 3            |
| 21   | Jermain Defoe           | 3            |
| 21   | Didier Drogba           | 3            |
| 21   | Dion Dublin             | 3            |
| 21   | Robbie Keane            | 3            |
| 21   | Frank Lampard           | 3            |
| 21   | Ole Gunnar Solskjær     | 3            |
| 21   | Luis Suárez             | 3            |
| 31   | Demba Ba                | 2            |
| 31   | Kevin Gallacher         | 2            |
| 31   | Steven Gerrard          | 2            |
| 31   | Darren Huckerby         | 2            |
| 31   | Steffen Iversen         | 2            |
| 31   | Andrei Kanchelskis      | 2            |
| 31   | Paul Kitson             | 2            |
| 31   | Benjani Mwaruwari       | 2            |
| 31   | Kevin Nolan             | 2            |
| 31   | Kevin Phillips          | 2            |
| 31   | Fabrizio Ravanelli      | 2            |
| 31   | Maxi Rodríguez          | 2            |
| 31   | Paul Scholes            | 2            |
| 31   | Mark Viduka             | 2            |
| 31   | Theo Walcott            | 2            |
| 31   | Tony Yeboah             | 2            |

## Alte statistici
- Echipa cu jucătorii care au marcat cele mai multe hat-trickuri: Arsenal, 34 de hat-trickuri[266]
- Echipa în poarta căreia au fost marcate cele mai multe hat-trickuri: Southampton, 16 hat-trickuri[266]
- Țara din care au provenit jucătorii care au marcat cele mai multe hat-trickuri: Anglia, 125 de hat-trickuri[266]
- Sezonul în care s-au marcat cele mai multe hat-trickuri: 1993-1994 și 2011-2012 (câte 19 hat-trickuri)[266]

## Legături externe
- „English Premier League / All Time / Most Hat Tricks”. Statbunker.com. Arhivat din original la 10 aprilie 2009. Accesat în 8 octombrie 2009. en
- Toate hat-trickurile din Premier League en
- Site-ul oficial al Premier League Arhivat în 24 octombrie 2008, la Wayback Machine. en